# Stephan Emig

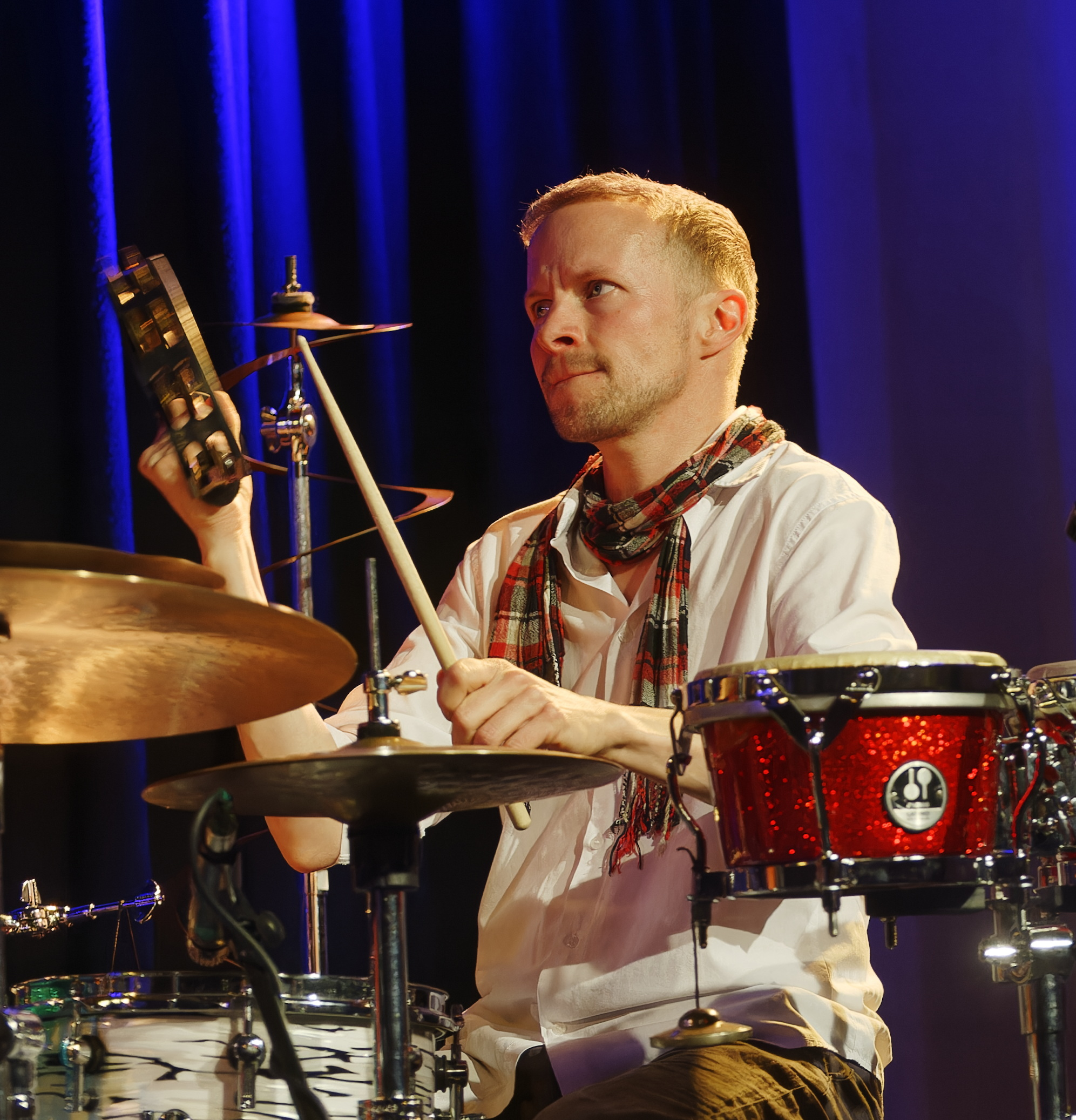
Stephan Emig mit Triosence in der Bessunger Knabenschule Darmstadt 2015

Stephan Emig (* 7. Januar 1976 in Kassel) ist ein deutscher Schlagzeuger und Perkussionist.

## Leben und Wirken
Emig machte mit 13 Jahren die ersten Versuche auf dem Schlagzeug. Er begann seine musikalische Ausbildung an der Modern Drum School in Gießen und wechselte später an die Los Angeles Music Academy in Pasadena, CA. Er erhielt mehrere erste Preise bei Jugend jazzt und 2002 den Kunstpreis der Documenta Stadt Kassel. 
Seit 1998 arbeitete Emig als professioneller Schlagzeuger und Perkussionist u. a. mit Hamid Baroudi, Christina Lux, Ritmo del Mundo, Stefanie Heinzmann, Jazzkantine, David Garrett oder Luke Mockridge. Weiterhin ist er auf Alben von Gregor Meyle, Christoph Busse, Klaus Lage und Edgar Knecht zu hören. 
Emig gehörte von der Gründung 1999 bis 2018 zum Jazztrio Triosence, mit dem zahlreiche Alben entstanden. Mit Dirk Hoppe (Gesang, Keyboard) und Ingo Hassenstein bildete er das Trio Planting Robots. Er war acht Jahre lang Perkussionist der Tournee zur TV-Show The Voice of Germany und Teil der TV-Band der SAT-1-Musikshow „All Together Now“ und ist Drummer der Prog-Band Eloy. Zudem veröffentlichte er sein Buch 5 Wege zu mehr Musikalität sowie dessen englische Version (5 Habits of a Musical Drummer).
Am Institut für Musik der Hochschule Osnabrück hat Emig einen Lehrauftrag für Pop Drums. Er lebt in Hannover.

## Auszeichnungen
2002: Kasseler Kunstpreis